# Linnaemya vulpina
Linnaemya vulpina är en tvåvingeart som först beskrevs av Fallen 1810.  Linnaemya vulpina ingår i släktet Linnaemya och familjen parasitflugor. Arten är reproducerande i Sverige. Inga underarter finns listade i Catalogue of Life.